# Lampranthus dyckii
Lampranthus dyckii är en isörtsväxtart som först beskrevs av Alwin Berger, och fick sitt nu gällande namn av Nicholas Edward Brown. Lampranthus dyckii ingår i släktet Lampranthus och familjen isörtsväxter. Inga underarter finns listade i Catalogue of Life.